# Date Munehiro
Date Munehiro, conosciuto anche con il nome di Date Chihiro (伊達 宗広 o 千広; 24 giugno 1802 – 18 maggio 1877), è stato uno scrittore e storico giapponese, adepto del kokugaku, vissuto tra la fine del periodo Edo e l'inizio del periodo Meiji. Fu il padre di Mutsu Munemitsu. Il suo pseudonimo era Jitoku (自得).

## Biografia
Figlio di Usami Sukenaga, un samurai del dominio di Kii, fu adottato da suo zio Date Moriaki. Ereditò dei beni dalla sua famiglia a 12 anni e fu nominato Kansatsu (監察) a 18 anni. Aiutò il karō del dominio di Kii a riformare il feudo, e prese la testa del movimento antistranieri sonnō jōi. Nel 1852, fu arrestato per queste attività e imprigionato per 10 anni nella città di Tanabe. Nel 1861, fu rilasciato grazie all'influenza di Yamanouchi Yodo, Daimyō del dominio di Tosa. Trasferì in seguito il suo patrimonio a suo figlio adottivo Date Muneoki prima di andare in pensione. Ma ritornò alle sue attività antistranieri con quest'ultimo. Nel 1865, fu arrestato da ufficiali del dominio di Kii e di nuovo incarcerato. Fu rilasciato nel 1869 dopo la restaurazione Meiji. Durante i suoi ultimi anni, visse a Fukagawa con suo figlio, Mutsu Munemitsu.

## Opere

L'emblema (mon) del clan Date

Quasi tutte le opere di Date Munehiro furono scritte in prigione. Aveva ricevuto l'insegnamento di Motoori Ōhira durante la sua giovinezza. Essendo una persona molto attiva, disprezzava il buddhismo per il suo aspetto eccessivamente contemplativo. Eppure durante la sua prima incarcerazione, leggeva tutti i giorni l'Issai-Sūtra, che aveva preso in prestito in un tempio vicino. Un giorno, ricevette l'illuminazione buddhista.
- Taisei Santenkō (大勢三転考), saggio sulla storia
- Waka zenwa (和歌禅話), spiegazione del buddhismo sotto forma di poesia
- Manimani Gusa (随々草), saggi sul buddhismo, sul buddhismo, le poesie waka e cinesi
- Yomigaeri (余身帰), saggi e memorie
- Zui En syū (随縁集), antologia di poesie waka
- Kareno syū (枯野集), saggi sulla storia e la letteratura
- Date Jitoku Ō Zen syū (伊達自得翁全集), la sua prima opera completa pubblicata nel 1926